# Warren Cuccurullo
Warren Bruce Cuccurullo (* 8. prosince 1956, Brooklyn, New York, USA) je americký hudebník. Spolupracoval s Frankem Zappou, se kterým nahrál například album Joe's Garage, později byl dlouholetým členem skupiny Duran Duran a hraje také se skupinou Chicanery.